# Мийд (окръг, Кентъки)
Вижте пояснителната страница за други значения на Мийд.
Окръг Мийд (на английски: Meade County) е окръг в щата Кентъки, Съединени американски щати. Площта му е 839 km², а населението - 26 349 души (2000). Административен център е град Бранденбърг.